# Richtlinie 2005/56/EG über die Verschmelzung von Kapitalgesellschaften aus verschiedenen Mitgliedstaaten
Die Richtlinie 2005/56/EG des Europäischen Parlaments und des Rates vom 26. Oktober 2005 über die Verschmelzung von Kapitalgesellschaften aus verschiedenen Mitgliedstaaten (nicht amtlich: Verschmelzungsrichtlinie) war eine europäische Rechtsvorschrift und sollte dazu dienen, die Verschmelzung von Kapitalgesellschaften aus verschiedenen Mitgliedstaaten der Europäischen Union zu ermöglichen.
Sie zielte auf europäischer Ebene darauf ab, in den Mitgliedstaaten der Europäischen Union die Einführung des gesellschaftsrechtlichen und arbeitsrechtlichen Instrumentariums als Grundlage für die europaweite grenzüberschreitende Verschmelzung von Kapitalgesellschaften anzubahnen. Die Verschmelzungsrichtlinie wurde am 26. Oktober 2005 verabschiedet und am 25. November 2005 als Richtlinie 2005/56/EG veröffentlicht.
Die Rechtslage zur grenzüberschreitenden Verschmelzung von Kapitalgesellschaften war insbesondere aus deutscher Sicht zunächst verworren.
Mit Inkrafttreten des Gesetzes zur Umsetzung der Regelungen über die Mitbestimmung der Arbeitnehmer bei grenzüberschreitenden Verschmelzungen (MgVG) am 29. Dezember 2006 und mit Inkrafttreten der gesellschaftsrechtlichen Vorschriften am 25. April 2007 wurden die Vorgaben der Verschmelzungsrichtlinie in nationales deutsches Recht umgesetzt.
Eine Novellierung der Richtlinie fand durch die Richtlinie 2009/109/EG des Europäischen Parlaments und des Rates vom 16. September 2009 zur Änderung der Richtlinien 77/91/EWG, 78/855/EWG und 82/891/EWG des Rates sowie der Richtlinie 2005/56/EG hinsichtlich der Berichts- und Dokumentationspflicht bei Verschmelzungen und Spaltungen statt. Die Richtlinie 2005/56/EG wurde zum 19. Juli 2017 durch die Richtlinie (EU) 2017/1132 außer Kraft gesetzt und ersetzt.